# Lester B. Pearson
Lester Bowles "Mike" Pearson (23 tháng 4 năm 1897 - 27 tháng 12 năm 1972) là một học giả, chính khách, thủ tướng và nhà ngoại giao người Canada, người đã giành Giải Nobel Hoà bình năm 1957 vì tổ chức Lực lượng Khẩn cấp Liên Hợp Quốc bởi sự giải quyết một cách sáng suốt Khủng hoảng Kênh Suez. Ông là Thủ tướng thứ 14 của Canada từ ngày 22 tháng 4 năm 1963 đến ngày 20 tháng 4 năm 1968, là người đứng đầu hai chính phủ thiểu số tự do sau cuộc bầu cử năm 1963 và 1965.
Trong thời gian Pearson làm Thủ tướng Chính phủ, các chính phủ thiểu số Liberal của ông đã thực hiện việc chăm sóc sức khoẻ toàn cầu, cho vay sinh viên, Chương trình Pension Canada, Order of Canada và lá cờ Maple Leaf. Chính quyền tự do của ông cũng thống nhất được lực lượng vũ trang Canada. Pearson đã triệu tập Ủy ban Hoàng gia về Song ngữ và Bách hóa Đa văn hóa, và ông đã không cho Canada rơi khỏi cuộc chiến tranh Việt Nam. Năm 1967, chính phủ của ông đã thông qua Bill C-168, thực tế đã bãi bỏ hình phạt tử hình tại Canada bằng cách hạn chế một vài tội danh vốn không được sử dụng, và bản thân nó bị bãi bỏ năm 1976. Với những thành tựu này, cùng với sự đột phá của ông làm việc tại Liên Hợp Quốc và trong ngoại giao quốc tế, Pearson thường được coi là một trong số những người Canada có ảnh hưởng nhất trong thế kỷ XX và được xếp hạng trong số Thủ tướng lớn nhất của Canada.